# فردریکتون
فردریکتون (به انگلیسی: Fredericton) مرکز استان نیوبرانزویک واقع در کشور کانادا است و رودخانه سنت جان نیز از وسط این شهر می‌گذرد.
جمعیت این شهر حدود ۸۵۰۰۰ نفر می‌باشد.
کارهای دولتی و آموزشی بخش مهم اقتصاد این شهر را تشکیل می‌دهند. تعداد زیادی ادارات دولتی و دو دانشگاه نیو برانزیک و سنت توماس در این شهر قرار دارند.
بدلیل وجود تعداد زیادی دانشجو این شهر جوی زنده دارد و جشنواره سالانه Harvest Jazz and Blues هنرمندان جهان را به سمت خود جذب می‌کند.
فناوری اطلاعات دیگر بخش مهم این شهر است که نتیجه وجود درصد بالای افراد دارای تحصیلات عالی می‌باشد.

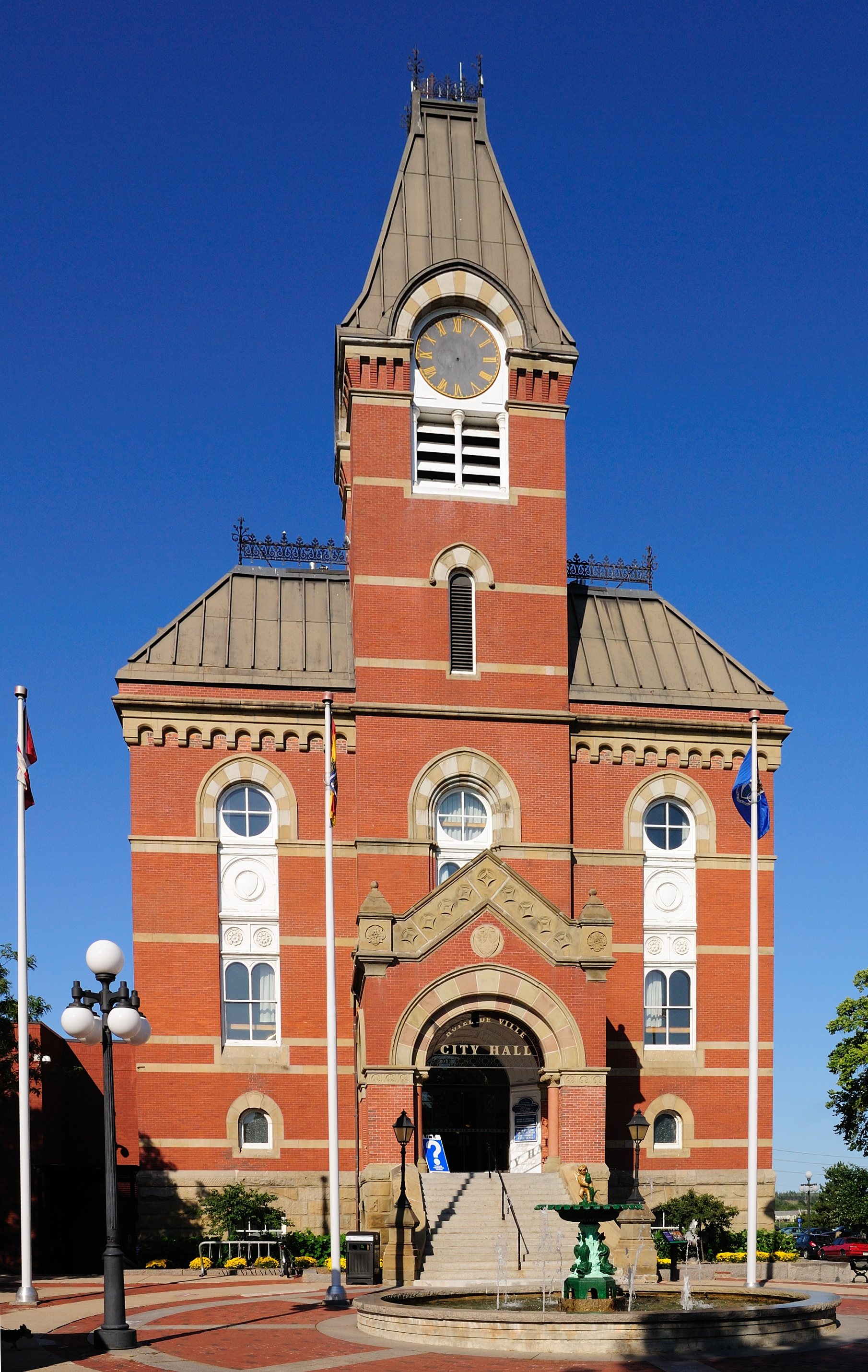